# جيش بانزر السادس
جيش بانزر السادس ((بالألمانية: 6. Panzerarmee)‏ Panzerarmee) كان تشكيل للجيش الألماني، تشكل في خريف عام 1944. تم استخدام جيش بانزر السادس لأول مرة كقوة هجومية خلال معركة الثغرة، حيث كان يعمل بمثابة العنصر الشمالي الأقصى من الهجوم الألماني. تم بعد ذلك نقل الجيش إلى المجر في أوائل عام 1945 واستخدم في العمليات الهجومية والدفاعية هناك. خاضت المعارك الأخيرة لجيش بانزر السادس في النمسا حتى انهيار ألمانيا النازية، وفي هذه المرحلة كان الجيش معنياً بالكامل. استسلم فلول الجيش في نهاية المطاف لجيش الولايات المتحدة. قائد الجيش في جميع أنحاء وجود الجيش، حيث قال SS- إس إس-أوبرست-غروبن فوهرر يوزاف ديتريش في أوائل عام 1945:
 «نحن نسمي أنفسنا» جيش بانزر السادس«، لأن لدينا 6 بانزر فقط». 

## تاريخ الوحدة
يُشار إلى جيش بانزر السادس على دوره الرائد في معركة الثغرة (16 ديسمبر 1944 - 25 يناير 1945).
فشل هجوم جيش بانزر السادس في آردن في ديسمبر 1944 على كسر الخط الدفاعي الأمريكي بسرعة وخسر وقتًا ثمينًا بسبب الجهود الدفاعية الأمريكية في مواقع مثل مونشاو. على الرغم من تخصيص فرق إس إس بانزر، تمكن جيش بانزر السادس من اختراق بسيط فقط في القطاع الدفاعي الشمالي لفيلق الثامن للولايات المتحدة وتم التحقق من تقدمه بعد ذلك من خلال تعزيزات الولايات المتحدة التي وصلت إلى الجهة الشمالية من الهجوم. بعد هجوم آردين، تم نقل جيش بانزر السادس إلى المجر، حيث قاتل ضد الجيش السوفيتي المتقدم.
في مارس 1945، بعد سقوط بودابست، شن جيش بانزر السادس واحدة من الهجمات الألمانية الأخيرة في الحرب، عملية صحوة الربيع حول بحيرة بالاتون. كانت هذه محاولة لحماية آخر مصادر البترول التي يسيطر عليها الألمان. كان الهجوم يفتقر إلى مفاجأة العمليات، لكن وعي قائد الجبهة السوفيتية فيودور تولبوكين بوجود وحدات النخبة إس إس (الوحدة الشخصية لهتلر، لايبشتاندارته أدولف هتلر الأولى شاركت في العملية)، بموجب أوامر مباشرة من STAVKA Tolbukhin. استخدام الحد الأدنى من القوات ضد قوات الأمن الخاصة حتى يمكن القيام بهجوم مضاد بقوة شمال بحيرة بالاتون. في 16 مارس، بدأت الجبهة الأوكرانية الثالثة هجومها المضاد الرئيسي، واعترف جوزيف غوبلز في مذكراته أن الفشل كان محتملاً. بعد ثلاثة أيام، تم إرجاع الألمان على مواقعهم الأصلية. على الرغم من الخسائر، بين فرق غس إس بانزر 1 و2 و9 و12، لا يزال لدى كل فرقة 31 مركبة قتال مدرعة في 15 مارس 1945،  حين احتفظ الجيش جروب ساوث بإجمالي 772 دبابة عملياتية ومدافع هجومية في 16 مارس 1945.
ومع ذلك، تضررت القوات الألمانية تحت هجوم الجيش الأحمر السوفياتي وتراجعت نحو النمسا للدفاع عن فيينا. في أبريل 1945، دافع جيش بانزر السادس عن فيينا ضد السوفييت المتقدمين، لكنه لم يتمكن من منع الغزو السوفيتي للمدينة. عندما انتهت الحرب في 8 مايو 194، كان جيش بانزر السادس في النمسا بين فيينا ولينز، حيث استسلم في وقت لاحق لقوات الجيوش السوفيتية والأمريكية.
| Surrender of 6th Panzer Army formations (order of battle as of May 7, 1945) Source 1: Rolf Stoves, Die gepanzerten und motorisierten deutsche Grossverbände 1935–1945 Source 2: Georg Tessin, Verbände und Truppen der deutschen Wehrmacht und Waffen-SS 1939–1945 Volume 3 | Surrender of 6th Panzer Army formations (order of battle as of May 7, 1945) Source 1: Rolf Stoves, Die gepanzerten und motorisierten deutsche Grossverbände 1935–1945 Source 2: Georg Tessin, Verbände und Truppen der deutschen Wehrmacht und Waffen-SS 1939–1945 Volume 3 | Surrender of 6th Panzer Army formations (order of battle as of May 7, 1945) Source 1: Rolf Stoves, Die gepanzerten und motorisierten deutsche Grossverbände 1935–1945 Source 2: Georg Tessin, Verbände und Truppen der deutschen Wehrmacht und Waffen-SS 1939–1945 Volume 3 | Surrender of 6th Panzer Army formations (order of battle as of May 7, 1945) Source 1: Rolf Stoves, Die gepanzerten und motorisierten deutsche Grossverbände 1935–1945 Source 2: Georg Tessin, Verbände und Truppen der deutschen Wehrmacht und Waffen-SS 1939–1945 Volume 3 |
| Unit | Date of Surrender | Surrender Location | To which forces |
| --- | --- | --- | --- |
| لايبشتاندارته أدولف هتلر | May 8/9, 1945 | SE of Linz, Austria | U.S. Army |
| فرقة بانزر إس إس توتنكوبف الثالثة | May 8, 1945 | S of Linz, Austria | U.S. Army |
| فرقة بانز إس إس 12 هتلريوجند | May 8, 1945 | near Enns, Austria | U.S. Army |
| <i id="mwWA">Führer</i> Grenadier Division | ? May 1945 | Zwettl, Austria | U.S. Army |
| 117th Light Infantry Division | ? May 1945 | Steyr, Austria | U.S. Army |
| 356th Infantry Division | ? May 1945 | Wiener-Neustadt, Austria | U.S. Army |
| 710th Infantry Division | ? May 1945 | Steyr, Austria | U.S. Army |
| 10th Parachute Division | ? May 1945 | Jihlava, Czechoslovakia | Red Army |